# قائمة الصحفيين الذين قتلوا خلال الحرب الأهلية الصومالية
قائمة بالصحفيين الذين قتلوا خلال الحرب الأهلية الصومالية التي بدأت عام 1988.

## ملخص
وفقًا للجنة حماية الصحفيين (CPJ)، قُتل ما يقدر بـ 59 مراسلًا إذاعيًا وصحفيًا وتليفزيونيًا يعملون داخل الصومال في الفترة الممتدة من بداية الحرب الأهلية في عام 1992 إلى عام 2013.  قدرت لجنة حماية الصحفيين أن الغالبية كانت محلية (73٪)، ذكور (96٪)، صحفيو تلفزيون(45٪)، صحفيون يعملون في الإذاعة (65٪)، وغير مستقلين (82٪). اغتيل معظمهم (65٪)، أثناء تغطيتهم الحرب الأهلية (49٪) أو تقديم تقارير سياسية (55٪). كما تلقى عدد منهم تهديدات قبل وفاتهم (22٪). كانت مصادر إطلاق النار إلى حد كبير مليشيات سياسية (50٪)، وبشكل أساسي حركة الشباب، وكانت انتماءات المهاجمين غير معروفة في 22٪ فقط من الحالات.  ونتيجة لذلك، وصفت قناة الجزيرة البلاد بأنها أخطر مكان في إفريقيا بالنسبة للصحفيين. 
في بداية الصراع، كان من بين القتلى صحفيون أوروبيون مثل جان كلود جوميل من فرنسا ودان إلدون من المملكة المتحدة وهانسي كراوس من ألمانيا، وكان العام الأكثر دموية بالنسبة للمراسلين الأجانب بشكل عام هو عام 1993، وفقًا للجنة حماية الصحفيين.  وكان آخر صحفي أجنبي يُقتل في الصومال هو نورامفايزول محمد نور من ماليزيا، وكان يعمل مصوراً لقناة برمانا التلفزيونية، وقتل أثناء تغطيته عملية إغاثية. 
قبل سيطرة الجيش الوطني الصومالي على العاصمة مقديشو من جديد في منتصف عام 2011، كانت إذاعة شبيلي المستقلة وهورن أفريك (القرن الأفريقي) ميديا، من بين وسائل إعلام صومالية أخرى، تُستهدف بشكل متكرر من قبل المسلحين الإسلاميين.  من بين الضحايا خلال هذه الفترة من 2007-2011 علي إيمان شارماركي، أحد مؤسسي هورن أفريك، الذي قُتل خلال إخراجه عملاً تلفزيونيا في 11 أغسطس 2007. 

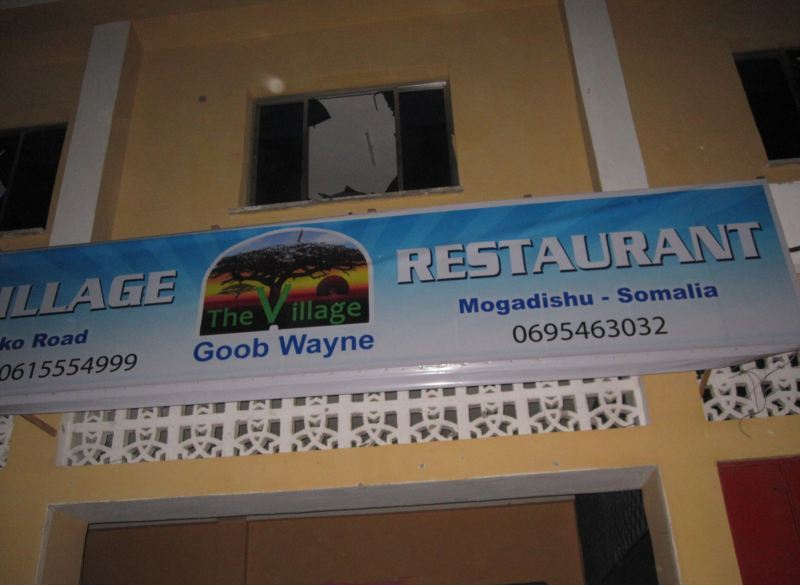
مطعم Village في مقديشو، "مكان تجمع شعبي للصحفيين العاملين"، بعد هجوم انتحاري استهدف الفندق.

بعد الإطاحة بهم، لجأ المتمردون إلى إصدار تهديدات بالقتل وتنفيذ اغتيالات مدبرة من أجل تثبيط الجهود الرامية لتغطية أنشطتهم.  وبسبب إحباط المتمردين من زيادة عدد الصحفيين المغتربين العائدين إلى العاصمة بعد التحسن النسبي في الوضع الأمني، كثف المسلحون في عام 2012 حملتهم المناهضة لوسائل الإعلام،  مما أسفر عن مقتل 18 مراسلًا خلال العام.  
جمال عثمان، صحفي يعمل في صحيفة الجارديان والقناة الرابعة البريطانيتين، اقترح في افتتاحية أكتوبر 2012 أن أحد العوامل وراء موجة قتل العاملين في وسائل الإعلام في الصومال هو الكسب غير المشروع بين المراسلين.  في تناقض حاد مع الاعتقاد السائد وبيانات لجنة حماية الصحفيين التي تشير إلى أن الاغتيالات والتهديدات بالقتل تحمل بصمات المتطرفين الإسلاميين.   ووصف الاتحاد الوطني للصحفيين الصوماليين في بيان صحفي رسمي، افتتاحية جمال عثمان بأنها "تشهير"، مشيرا إلى أنها تمثل محاولة للتشويش على وسائل الإعلام الصومالية و"محاولة لصرف انتباه الجمهور. من خلال مساعدة المجرمين الحقيقيين، مما قد يسهم في استمرار قتل الصحفيين الصوماليين". كما أشارت المنظمة إلى أن "أكثر من نصف الحالات حدثت في مقديشو وجميعها استُهدفت بما يتماشى مع مهنتهم وأغلبية هذه الحالات قد أعلنت عنها حركة الشباب". 
وعلى الرغم من محاولات التخويف والتهديدات، استمرت المحطات الإخبارية في الانتشار، حيث ارتفع عدد محطات الإذاعة والتلفزيون في العاصمة الصومالية مقديشو من 11 إلى 30 في أقل من خمسة أشهر،  كما أصر الصحفيون الصوماليون على تغطية أحداث الحرب. 
في أوائل فبراير / شباط 2013، شكلت الحكومة فريق عمل مستقل معني بحقوق الإنسان مكون من من 13 عضواً بينهم ممثل عن وسائل الإعلام، مهمته التحقيق في مزاعم ترهيب الصحفيين واستهدافهم.. 

## ضحاياالحرب الأهليةمن الصحفيين
| التاريخ        | الإسم                         | المكان                       | ملاحظات                                                                               | مرجع                        |
| -------------- | ----------------------------- | ---------------------------- | ------------------------------------------------------------------------------------- | --------------------------- |
| 12 يوليو 2019  | هودان نالاياه                 | فندق في كيسمايو              | هجوم كيسمايو 2019                                                                     | [ 14 ]                      |
| 27 سبتيمبر2016 | عبد العزيز علي                | مقديشو                       | إذاعة مقديشو                                                                          | [ 15 ]                      |
| 5 يونيو 2016   | سجل صلاد عثمان                | مقديشو                       | صحفية في إذاعة مقديشو                                                                 | [ 16 ]                      |
| 3 ديسمبر 2015  | هندية حاج محمد                | مقديشو                       | صحفية في إذاعة مقديشو، والتلفزيون الوطني الصومالي                                     | [ 17 ]                      |
| 3 ديسمبر 2009  | محمد آمين آدم عبداللي         | مقديشو                       | تفجير فندق شامو 2009                                                                  | [ 18 ] [ 19 ]               |
| 3 ديسمبر 2009  | حسن زبير حاج حسن              | مقديشو                       | مصور قناة العربية، قتل في تفجير فندق شامو 2009                                        | [ 18 ]                      |
| 3 ديسمبر 2009  | ياسر ميرو                     | مقديشو                       | مصور مستقل، قتل في تفجير فندق شامو 2009                                               | [ 19 ]                      |
| 7 يونيو 2009   | مختار محمد هرابي              | مقديشو                       | مدير إذاعة شبيلي                                                                      | [ 20 ]                      |
| 25 مايو 2009   | نور موسى حسين                 | الصومال                      | إذاعة صوت القرآن الكريم                                                               | [ 21 ]                      |
| 22 مايو 2009   | عبد الرزاق ورسمه محمد         | الصومال                      | إذاعة شبيلي                                                                           | [ 22 ]                      |
| 4 فبراير 2009  | سعيد تهليل أحمد               | الصومال                      | مدير إذاعة هورن أفريكا                                                                | [ 23 ]                      |
| 1 يناير 2009   | حسن ميو حسن                   | أفجوي                        | إذاعة شبيلي                                                                           | [ 24 ]                      |
| 7 يونيو 2008   | نستيحة طاهر فارح              | الصومال                      | مراسل بي بي سي وأسوشيتد برس                                                           | [ 25 ] [ 26 ]               |
| 28 يناير 2008  | حسن كافي حريد                 | الصومال                      | وكالة سونا للأنباء                                                                    | [ 27 ]                      |
| 19 أكتوبر 2009 | بشير نور جيدي                 | الصومال                      | مدير شبكة شبيلي الإعلامية                                                             | [ 20 ] [ 28 ] [ 29 ] [ 30 ] |
| 24 أغسطس 2007  | عبد القادر مهد معلم كسكي      | الصومال                      | إذاعة بنادر                                                                           | [ 31 ]                      |
| 11 أغسطس 2007  | مهد أحمد علمي                 | الصومال                      | مدير إذاعة صوت العاصمة                                                                | [ 32 ]                      |
| 11 أغسطس 2007  | علي إيمان شرماركي             | الصومال                      | مدير إذاعة هورن أفريكا                                                                | [ 32 ] [ 33 ] [ 34 ] [ 35 ] |
| 16 أغسطس 2007  | أحمد حسن مهد                  | محافظة شبيلي الوسطى، الصومال | إذاعة جوهر                                                                            | [ 36 ]                      |
| 16 مايو 2007   | أبشر علي جبري                 | محافظة شبيلي الوسطى، الصومال | محرر في إذاعة جوهر                                                                    | [ 36 ]                      |
| 5 مايو 2007    | محمد عبد الله خليف            | الصومال                      | إذاعة فويس                                                                            | [ 37 ]                      |
| 16 فبراير 2007 | علي محمد عمر                  | بيدوا، الصومال               | إذاعة ورسن                                                                            | [ 38 ]                      |
| 23 يونيو 2006  | مارتن أدلر صحفي سويدي         | مقديشو                       | أفتون بلادت                                                                           | [ 39 ]                      |
| 5 يونيو 2005   | دنيا محي الدين نور            | أفجوي                        | صوت العاصمة التابعة لـ هورن أفريك                                                     | [ 39 ]                      |
| 9 فبراير 2005  | كيت بيتن صحفية بريطانية       | مقديشو                       | صحفية لـ بي بي سي في جوهانسبرغ                                                        | [ 39 ] [ 40 ] [ 41 ]        |
| 24 يناير 2003  | عبد الله مادكير               | بيدوا                        | إذاعة دي أم سي                                                                        | [ 42 ]                      |
| 26 يناير 2000  | أحمد كافي عوالي               | مقديشو                       | إذاعة شعب الصومال                                                                     | [ 43 ] [ 44 ]               |
| 9 فبراير 1995  | مارسيلو بالميسانو صحفي إيطالي | مقديشو                       | راي (راديو تلفزيون إيطاليا)                                                           | [ 45 ]                      |
| 20 مارس 1994   | إلاريا ألبيإيطالية            | مقديشو                       | أثناء إعدادها تقريرا عن مخلفات سامة في سواحل بوصاصو لصالح راي (راديو تلفزيون إيطاليا) | [ 39 ] [ 46 ]               |
| 20 مارس 1994   | ميران هروڤاتين إيطالي         | مقديشو                       | المصور الذي رافق إلاريا ألبي أثناء إعدادها تقريرا عن المخلفات السامة في سواحل بوصاصو  | [ 39 ] [ 47 ]               |
| 13 أغسطس 1994  | بيير أنكو (سويسري)            | بيدوا                        | أثناء تغطيته مخيماً للاجئين تديره مؤسسة خيرية                                          | [ 48 ]                      |
| 12 يوليو 1993  | دان إلدون بريطاني             | مقديشو                       | توفي أثناء تغطيته لعملية أمريكية قبل معركة مقديشو (1993).حيث كان يعمل كصحفي لرويترز.  | [ 49 ] [ 50 ] [ 51 ]        |
| 12 يوليو 1993  | أنتوني مشاريا (كيني)          | مقديشو                       | صحفي لرويترزقتل مع دان إلدون                                                          | [ 49 ] [ 52 ]               |
| 12 يوليو 1993  | هوس ماينا (كيني)              | مقديشو                       | مصور صحفي لرويترز، قتل في نفس المهمة مع دان إلدون                                     | [ 49 ] [ 53 ]               |
| 12 يوليو 1993  | هانسي كراوي (ألماني)          | مقديشو                       | صحفي لأسوشيتد برس، قال مع دان إلدون في نفس المهمة الصحفية                             | [ 49 ] [ 54 ] [ 55 ]        |
| 18 يونيو 1993  | جان كلود جوميل (فرنسي)        | مقديشو                       | أطلق عليه قناص النار أثناء سفره مع طاقمه الإخباري للتلفزيون الفرنسي تي أف 1           | [ 56 ]                      |

## روابط خارجية
- الاتحاد الوطني للصحفيين الصوماليين (NUSOJ)
- جمعية الصحفيين الصوماليين المنفيين (SEJA) نسخة محفوظة 2018-11-13 على موقع واي باك مشين.
- جمعية الصحفيين والإعلاميين على الإنترنت الصوماليين (SOMJA)
- مؤسسة شارماركي